# 南房総温泉郷
南房総温泉郷（みなみぼうそうおんせんきょう）は、千葉県南房総市にある温泉郷。

## 概要
14の源泉、22の施設があるとされる。詳細は各項目を参照。
- 千倉温泉郷
- 白浜温泉郷
- 南房総岩井温泉

## 歴史[2]
- 1180年、千倉温泉及び岩井温泉が開湯。
- 1950年ごろ、白浜温泉が発展。
- 1989年、総合保養地域整備法に基づき千倉、白浜が館山、鴨川とともに重点整備地区に指定。
- 2006年、平成の大合併により南房総市誕生。

## 温泉むすめ
2016年より温泉むすめとの提携をはじめ、白浜や千倉の一部ホテルでキャラクターの「南房総日由美」グッズ販売やパネル設置などを行っている。